# Alpen Cup w skokach narciarskich 1999/2000
Alpen Cup w skokach narciarskich 1999/2000 – 10. edycja Alpen Cupu, która rozpoczęła się 10 października 1999 w Rastbüchl, a zakończyła 17 marca 2000 w Autrans. Cykl składał się z 11 konkursów, spośród których najwięcej zostało rozegranych w Austrii. 
Zwycięzcą klasyfikacji generalnej został Austriak Manuel Fettner. Na podium poszczególnych konkursów stawali reprezentanci czterech krajów: Austriacy (25 razy), Niemcy (6 razy), Francuzi (1 raz) oraz Słoweńcy (1 raz).
W sezonie tym wyodrębniono dwie osobne klasyfikacje, letnią (Alpen-Grand Prix) i zimową. Do klasyfikacji ogólnej zostały zaliczone punkty zdobyte w konkursach zimowych oraz połowa punktów zdobytych w konkursach letnich.

## Kalendarz i wyniki
| Lp.                                        | Data                                       | Miejscowość                                | Punkt K                                    | Uwagi                                      | 1. miejsce         | 2. miejsce          | 3. miejsce          |
| ------------------------------------------ | ------------------------------------------ | ------------------------------------------ | ------------------------------------------ | ------------------------------------------ | ------------------ | ------------------- | ------------------- |
| 1.                                         | 10 października 1999                       | Rastbüchl                                  | K-75                                       | –                                          | Uli Basler         | Stefan Thurnbichler | Stephan Hocke       |
| 2.                                         | 13 października 1999                       | Oberstdorf                                 | K-90                                       | [ a ]                                      | Primož Urh-Zupan   | Uli Basler          | Stefan Thurnbichler |
| 3.                                         | 16 października 1999                       | Stams                                      | K-105                                      | –                                          | Martin Koch        | Manuel Fettner      | Florian Liegl       |
| 4.                                         | 22 grudnia 1999                            | Predazzo                                   | K-90                                       | –                                          | Florian Liegl      | Stefan Kaiser       | Wolfgang Erlacher   |
| 5.                                         | 23 grudnia 1999                            | Predazzo                                   | K-90                                       | –                                          | Florian Liegl      | Stefan Kaiser       | Balthasar Schneider |
| 6.                                         | 15 stycznia 2000                           | Planica                                    | K-90                                       | –                                          | Manuel Fettner     | Stefan Kaiser       | Maximilian Mechler  |
| 7.                                         | 16 stycznia 2000                           | Planica                                    | K-90                                       | –                                          | Stefan Kaiser      | Martin Koch         | Manuel Fettner      |
| 8.                                         | 25 lutego 2000                             | Villach                                    | K-90                                       | –                                          | Christian Nagiller | Manuel Fettner      | Wolfgang Erlacher   |
| 9.                                         | 26 lutego 2000                             | Villach                                    | K-90                                       | –                                          | Manuel Fettner     | Balthasar Schneider | Mathias Hafele      |
| 10.                                        | 16 marca 2000                              | Autrans                                    | K-90                                       | –                                          | Manuel Fettner     | Stefan Thurnbichler | Maximilian Mechler  |
| 11.                                        | 17 marca 2000                              | Autrans                                    | K-90                                       | –                                          | Manuel Fettner     | Florentin Durand    | Maximilian Mechler  |
| Alpen Cup 1999/2000 – klasyfikacja końcowa | Alpen Cup 1999/2000 – klasyfikacja końcowa | Alpen Cup 1999/2000 – klasyfikacja końcowa | Alpen Cup 1999/2000 – klasyfikacja końcowa | Alpen Cup 1999/2000 – klasyfikacja końcowa | Manuel Fettner     | Stefan Kaiser       | Stefan Thurnbichler |

## Klasyfikacja generalna
| Miejsce | Zawodnik            | Punkty zdobyte latem | Punkty zdobyte zimą | Razem |
| ------- | ------------------- | -------------------- | ------------------- | ----- |
| 1.      | Manuel Fettner      | 138                  | 541                 | 610   |
| 2.      | Stefan Kaiser       | 54                   | 377                 | 405   |
| 3.      | Stefan Thurnbichler | 180                  | 276                 | 366   |
| 4.      | Maximilian Mechler  | 103                  | 314                 | 362   |
| 5.      | Balthasar Schneider | –                    | 313                 | 313   |
| 6.      | Florian Liegl       | 96                   | 200                 | 248   |
| 7.      | Uli Basler          | 212                  | 141                 | 247   |
| 8.      | Christian Nagiller  | 57                   | 216                 | 245   |
| 9.      | Florentin Durand    | –                    | 230                 | 230   |
| 10.     | Mathias Hafele      | 69                   | 184                 | 219   |
| ...     |                     |                      |                     |       |